# Billy Ketkeophomphone
Billy Ketkeophomphone (sinh ngày 24 tháng 3 năm 1990) là một cầu thủ bóng đá chuyên nghiệp người Pháp gốc Lào chơi ở vị trí tiền đạo. Sinh ra ở Pháp, Billy thi đấu cho đội tuyển quốc gia Lào từ năm 2021.

## Sự nghiệp câu lạc bộ
Ketkeophomphone bắt đầu sự nghiệp bóng đá với câu lạc bộ Racing Club de France, nhưng gia nhập năm 2006, trường bóng đá INF Clairefontaine. Sau một năm, anh rời khỏi câu lạc bộ để ký hợp đồng với RC Strasbourg. Vào mùa hè năm 2008, anh được đôn lên đội dự bị. Anh ra mắt gặp câu lạc bộ SC Bastia vào lúc ngày 01 tháng 12 năm 2009 và chỉ chơi trong 44 phút.
Ngày 20 tháng năm 2011, anh đã ký một hợp đồng năm năm với câu lạc bộ Swiss Super League Sion. Ngày 31 tháng 01 năm 2012, Ketkeophomphone và Sion, hai bên thoả thuận chấm dứt hợp đồng của cầu thủ này. Anh sau đó đã trở về Pháp để ký một hợp đồng bốn năm với Tours. Vào ngày 16 tháng 6 năm 2015, Ketkeophomphone ký với câu lạc bộ mới lên hạng Ligue 1 là Angers. Anh đã ghi 1 bàn quan trọng cho câu lạc bộ này.
Vào ngày 31 tháng 8 năm 2018, ngày cuối cùng của kỳ chuyển nhượng mùa hè 2018,Ketkeophomphone gia nhập câu lạc bộ Auxerre ,sau một mùa giải thi đấu anh không ghi được bàn thằng nào sau 13 lần ra sân
Vào ngày 20 tháng 11 năm 2019, Ketkeophomphone gia nhập câu lạc bộ SO Cholet ở Giải hạng 3 Pháp
Vào ngày 1 tháng 7 năm 2020, Ketkeophomphone gia nhập đội bóng Dunkerque của Ligue 2 theo bản hợp đồng có thời hạn hai năm. Anh ấy chính thức hết hợp đồng với câu lạc bộ vào tháng 1 năm 2022.

## Sự nghiệp quốc tế
Cha mẹ của Ketkeophomphone là người Lào tị nạn sang Pháp vào những năm 1980. Trước năm 2021, anh đã nhiều lần bày tỏ mong muốn được thi đấu cho đội tuyển quốc gia Lào.
Năm 2021, Ketkeophomphone có tên trong danh sách đội tuyển quốc gia Lào tham dự AFF Suzuki Cup 2020 tổ chức tại Singapore. Anh có trận ra mắt đội tuyển Lào vào ngày 6 tháng 12 năm 2021 trong trận đấu gặp Việt Nam ở vòng bảng. Mặc dù thi đấu nổi bật nhưng sau khi kết thúc vòng bảng AFF Cup, anh không ghi bàn thắng nào và cùng đội tuyển Lào bị loại khỏi giải.